# سیبیل انیکیف
سیبیل انیکیف (انگلیسی: Sibyl Anikeef؛ ۲۹ مارس ۱۸۹۶ – ۲۷ ژوئیه ۱۹۹۷) یک عکاس آمریکایی بود. او برای پروژه هنر فدرال کار می‌کرد و در شهرهای نیویورک، سن دیگو، شیکاگو، کارمل کنار دریا، سان فرانسیسکو و لس آنجلس زندگی می‌کرد. شهرت او به خاطر نمایش شبه جزیره مونتری و پرتره‌هایی از ماهیگیران و مناظر است. او از نام‌های مختلفی از جمله سیبیل برینرد و سیبیل برینرد فرید استفاده کرد.

## زندگی‌نامه
او با نام ماری آگوستا فیلیپسون در ۲۹ مارس ۱۸۹۶ در شیکاگو، ایلینوی به دنیا آمد. پدرش بل برینرد از کلرادو و مادرش امیل فیلیپسون از آلمان بودند. در اوایل کودکی او در بروکلین، نیویورک بزرگ شد. مادرش در سال ۱۹۰۵ درگذشت. او و خواهران و برادرانش توسط پدربزرگ و مادربزرگ مادری‌اش وسلی و ماری برینرد در لومالند، یک جامعه الهیات در پوینت لوما، سن دیگو، کالیفرنیا بزرگ شدند. بچه‌ها در مؤسسه تئوسوفی مادام تینگلی درس می‌خواندند. پدربزرگ و مادربزرگ‌شان در سال‌های ۱۹۰۸ و ۱۹۱۰ درگذشتند و پس از آن او برای بزرگداشت آن‌ها نام خود را به «سیبیل برینرد» تغییر داد. برادر مادربزرگ مادری آنها لیمن جادسون گیج به لومالند نقل مکان کرد و پس از مرگ پدربزرگ و مادربزرگشان از بچه‌ها مراقبت کرد. 
انیکیف عکاس پروژه هنر فدرال بود و از طریق آن با عکاس ادوارد وستون آشنا شد. عکس‌هایی که وستون از او گرفت را می‌توان در مجموعه‌های موزه در موزه هنر دانشگاه سیراکیوس، موزه هنرهای زیبا (بوستون) و موزه متروپولیتن هنر یافت.

## زندگی شخصی
در ۲۱ اکتبر ۱۹۲۱، او با همسر اول خود در شهر نیویورک، واسیلی آنیکیف خواننده اپرا از روسیه ازدواج کرد. آنها در سال ۱۹۲۷ صاحب یک پسر به نام لیمان شدند که در مسکو به دنیا آمد.
شوهر دوم او سایمون فرید، دانشمند اتمی بود، آنها در ۵ مه ۱۹۴۳ در شیکاگو ازدواج کردند.